# Amadeus de Bussy-Rabutin
Anton Ignaz Amadeus de Rabutin, comte de Bussy (* 1682 oder 1683; † September 1727 in St. Petersburg) war ein kaiserlicher General und Gesandter.

## Leben
Er war der einzige Sohn des kaiserlichen Generals Jean-Louis de Bussy-Rabutin und der Dorothea Elisabeth Prinzessin von Holstein-Sonderburg-Wiesenburg, die vorher in erster Ehe mit Georg Ludwig von Sinzendorf verheiratet war.
Er war bereits im Jahr 1710 Obristleutnant im Dragonerregiment seines Vaters. Später war er Oberst dieses Regiments und kämpfte mit ihm bei Peterwardein, Temesvar und Belgrad. 
Nach dem Tod des Vaters 1717 wurde er auch Inhaber von dessen Regiment. Außerdem war er kaiserlicher Kämmerer. Im Jahr 1723 wurde er zum Generalmajor befördert. 
In der Folge war er ab 1724 außerordentlicher kaiserlicher Gesandter in Berlin und ab 1727 in St. Petersburg. Dort erwarb er das Vertrauen von Kaiserin Katharina, die ihn mit dem St. Andreasorden auszeichnete. Mit seinem Tod erlosch sein Geschlecht.